# Foedus Cassianum
Het Foedus Cassianum is het eeuwigdurend bondgenootschap dat in 493 v.Chr. tussen Romeinen en Latijnen werd gesloten.
Doordat in Rome de Etruskische koning Tarquinius Superbus werd verjaagd door Lucius Iunius Brutus en hierdoor de monarchie verdween, verdween ook de heerschappij van de Romeinen over Latium. Een twijfelachtige overlevering wil dat ze dit weer zouden hebben teruggekregen na hun overwinning bij het Regillusmeer. Onder aanvoering van dictator A. Postumius versloegen de Romeinen in 496 v.Chr. de Latijnen bij dit meer.
In dit bilateraal verdrag worden aan de burgers van de Latijnse Liga bepaalde privileges verleend. Zo kregen de Latijnen in Rome het ius commercii en ius conubii. Als een Latijn zich blijvend in Rome vestigde, kreeg hij het Romeinse burgerrecht.